# Leutenbach (Badenia-Wirtembergia)
Leutenbach – miejscowość i gmina w Niemczech, w kraju związkowym Badenia-Wirtembergia, w rejencji Stuttgart, w regionie Stuttgart, w powiecie Rems-Murr, wchodzi w skład związku gmin Winnenden. Leży ok. 10 km na północ od Waiblingen.

## Dzielnice
Heidenhof, Gollenhof, Leutenbach, Nellmersbach i Weiler zum Stein.